# Bevrnjići
Bevrnjići su naseljeno mjesto u općini Bugojno, Federacija Bosne i Hercegovine, BiH.

## Stanovništvo

### 1991.
Nacionalni sastav stanovništva 1991. godine, bio je sljedeći:
ukupno: 347
- Hrvati - 204
- Muslimani - 114
- Srbi - 29

### 2013.
Nacionalni sastav stanovništva 2013. godine, bio je sljedeći:
ukupno: 173
- Bošnjaci - 108
- Hrvati -  64
- ostali, neopredijeljeni i nepoznato - 1